# دورة الألعاب الآسيوية 2018
دورة الألعاب الآسيوية 2018 هي الدورة الألعاب الرياضية لدول قارة آسيا. فازت جاكرتا باستضافة الحدث بعد اعتذار العاصمة الفيتنامية هانوي عن استضافتها التي كانت قد فازت بتنظيمها في عام 2012 وكذلك لتغيير موعد إقامة الألعاب من عام 2019 إلى 2018
تمّ كشف النقاب عن الشعار الرسمي وتمائم دورة الألعاب الآسيوية عام 2018 في جاكرتا خلال حفل أقيم في القصر الرئاسي يوم 28/7/2016.

## الألعاب
سَيُنظم في دورة الألعاب الآسيوية 2018 في جاكرتا 28 رياضة أولمبية و9 رياضات غير أولمبية. ولأول مرة ستكون رياضات البنجاك سيلات والكنتراكت بريدج حاضرة ضمن الألعاب.

## الألعاب الرياضية
| - الإسكواش - ألعاب القوى - البلياردو والسنوكر - البولينغ - البيسبول - التايكوندو - التجذيف - الترامبولين | - الترياثلون - التنس - تنس الطاولة - الجمباز الإيقاعي - الجمباز الفني - الجودو - الدراجات الهوائية - الرغبي | - رفع الأثقال - الرماية - الريشة الطائرة - السباحة - السباحة المتزامنة - سباق التحمل - السوفت تنس - السوفتبول | - السيباك تاكرو - الشطرنج - الغطس - الغولف - الفروسية - القوارب الشراعية - القوس والسهم - الكابادي | - الكاراتيه - الكانو والكاياك - كرة السلة - الكرة الطائرة - الكرة الطائرة الشاطئية - كرة القدم - كرة الماء - كرة اليد | - كمال الأجسام - المبارزة - المصارعة - الملاكمة - الهوكي - الووشو |

## الدول المشاركة
جميع الدول الأعضاء في المجلس الأولمبي الآسيوي المتوقع مشاركتها في الألعاب الآسيوية وهي:
| - أفغانستان - البحرين - بنغلاديش - بوتان - بروناي - كمبوديا - الصين - كوريا الشمالية - هونغ كونغ - الهند - إندونيسيا - إيران |  | - العراق - اليابان - الأردن - كازاخستان - كوريا الجنوبية - الكويت - قيرغيزستان - لاوس - لبنان - ماكاو - ماليزيا - المالديف |  | - منغوليا - ميانمار - نيبال - عمان - باكستان - فلسطين - فلبين - قطر - السعودية - سنغافورة - سريلانكا - تايبيه الصينية |  | - سوريا - طاجيكستان - تايلاند - تيمور الشرقية - تركمنستان - الإمارات - أوزبكستان - فيتنام - اليمن |

## وصلات خارجية
- المجلس الأولمبي الآسيوي (بالإنجليزية)